# Barbaran
Barbaran is een bestuurslaag in het regentschap Mandailing Natal van de provincie Noord-Sumatra, Indonesië. Barbaran telt 1186 inwoners (volkstelling 2010).